# جیم براون
 جیم براون (انگلیسی: Jim Brown؛ زادهٔ ۱۷ فوریهٔ ۱۹۳۶ – درگذشتهٔ ۱۸ مهٔ ۲۰۲۳) یک بازیکن سابق و پیشکسوت فوتبال و هنرپیشه آمریکایی بود.

## گزیده فیلم‌شناسی
از فیلم‌ها یا برنامه‌های تلویزیونی که وی در آن نقش داشته است می‌توان به شورش (فیلم ۱۹۶۹)، مریخ حمله می‌کند!، هر یکشنبه کذایی، انگشت‌ها، دوازده مرد خبیث، او بازی را برد، تقسیم اشاره کرد.